# Коллекция Филиппи
Коллекция Филиппи является собранием клерикальных, религиозных и духовных головных уборов.

## Коллекция
Коллекция Филиппи является частной коллекцией, собранной предпринимателем Дитером Филиппи, генеральным директором Германской телекоммуникационной компании в Киркеле.
Основное внимание в коллекции уделено более чем 500 головным уборам, взятых из христианства (разных конфессий, от католиков до анабаптистов), ислама, иудаизма, каодаизма, синтоизма, буддизма, сикхизма, суфизма и других религиозных общностей.
Кроме того, коллекция содержит более чем 100 принадлежностей церковного и литургического облачения. Среди них можно найти папскую обувь, литургические перчатки, паллии, наперсные кресты, епископские перстни, фарфоровые изделия, декорированные папскими символами и надписями, поясы, шарфы кардиналов и другие.
Более того, коллекция включает 52 шнура для наперсных крестов, некоторые из них являются продуктами трудоёмкого процесса по изготовлению позумента. Глава Римско-католической церкви, кардиналы и епископы вешают свои наперсные кресты на эти шнуры.

## Местоположение
На данный момент коллекция не является достоянием широкой публики. Однако, при предварительном запросе по телефону, она доступна вниманию заинтересованных лиц. Коллекция находится в Киркеле (Саар, Германия).

## Понятие и предназначение
Изначально головные уборы служат как средства предохранения. В ходе истории они наделяются функцией определять человека: головные уборы свидетельствуют о происхождении, сословии, профессии, принадлежности к определённой общности и положении в иерархии. В конце концов, головные уборы приобретают и декоративную функцию.
Религиозные и клерикальные головные уборы представляют небольшую группу из всего спектра шляп. Те, кто знакомы со соответствующим смыслом этих головных уборов, могут определить принадлежность и статус сановника по надетой шляпе. Как дополнение, некоторые головные уборы играют роль украшения, так как они сделаны из дорогих, редких и драгоценных материалов. В настоящее время защитная функция головных уборов не столь важна.

## Выставки
- Октябрь 2010 — Июль 2011: Немецкий музей гигиены, Дрезден. Небольшая часть Коллекции Филиппи будет доступна широкой публике как часть экспозиции «Сила религии».
- Март — Апрель 2011: Центральный офис Сберегательного банка в Саарбрюккене

## Галерея
- Избранные экспонаты Коллекции Филиппи
- Калансоа (Kalansoah, Qalansuwah, Kalansawa) – в Коптской православной церкви этот головной убор носят епископы и священники, которые приняли обет монашества
- Пилеолус (zucchetto, pileolus, soli deo) главы Римско-католической церкви, сшит из белой муаровой ткани
- Сагаварт (Sagharvart) носят первосвященники в Армянской апостольской церкви
- Капелло Романо (Сатурно) является роскошно вышитым золотой канителью головным убором, который носят католические архиепископы
- Штраймл – меховая шляпа, надеваемая хасидскими евреями в субботу и по праздникам
- Биретта «Kurhessen-Waldeck» является головным убором, надеваемым протестантскими священниками при выполнении их нелитургических обязанностей
- Там Куам Мао (Tam Quam Mao) носят кардиналы Синей ветви Каодаизма
- Пан Зва (Pan Zva) – шапка с длинными ушами, надеваемая учителем школы Ньингма тибетского буддизма
- Имам Сарик (Imam Sarik) – головной убор, надеваемый мусульманскими имамами, преимущественно в Египте
- Красная обувь (мокасины), изготовленная папским сапожником Адрианом Стефанелли (Новара), носимая Его Святейшеством Папой Бенедиктом XVI